# Desastre de Ryongchŏn

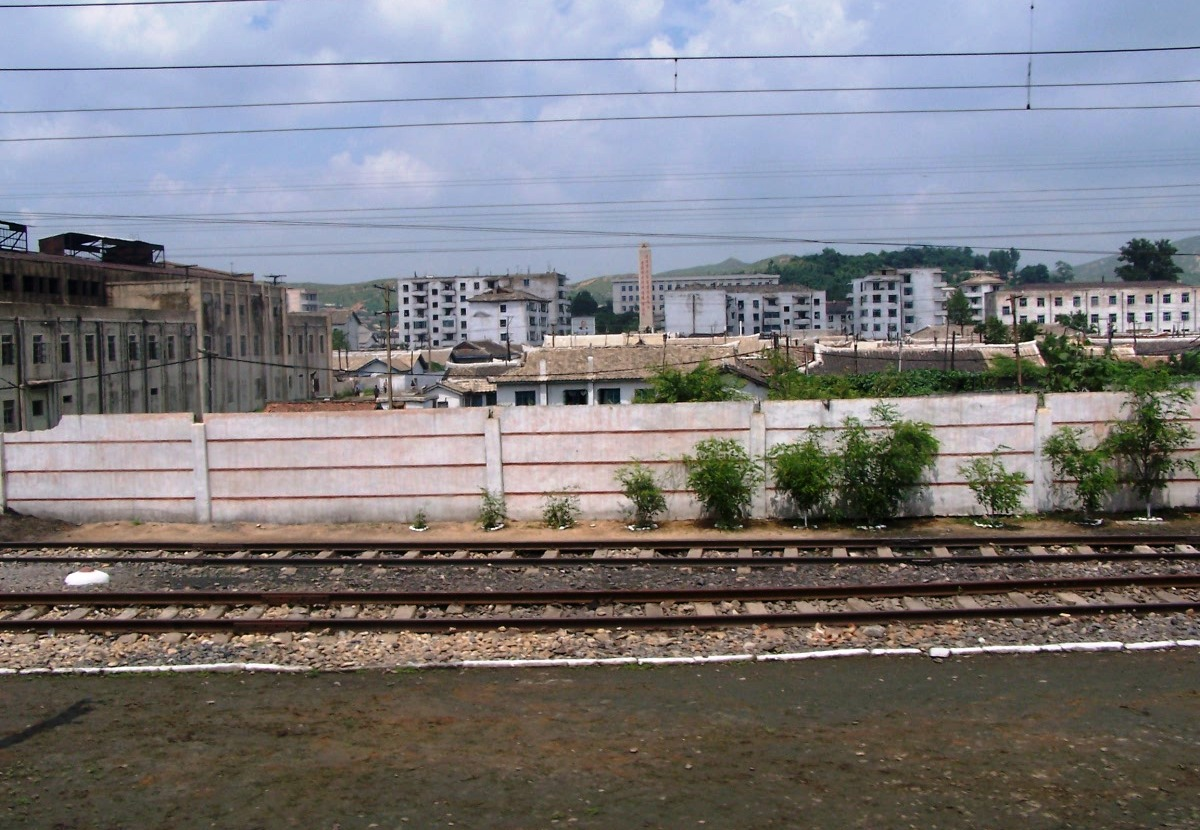
Estación de Ryongchon

El desastre de Ryongchŏn fue un accidente ferroviario que tuvo lugar en el municipio norcoreano de Ryongchŏn el 22 de abril de 2004.

## El accidente
Aproximadamente a las 13:10 (4 horas UTC) hizo explosión una mercancía inflamable en la estación de trenes de Ryongchon. Al parecer, un tren que transportaba fuel oil chocó con dos vagones, derribando un poste eléctrico, lo que causó un cortocircuito que provocó una terrible explosión. Los vagones contenían 40 toneladas de fertilizante de nitrato de amonio, con destino a las obras del proyecto de irrigación de Pakma-cheol. Según otras fuentes, fue un choque por imprudencia entre dos trenes, uno con petróleo y el otro con gas natural licuado. 
La explosión pudo oírse desde China, a unos 20 kilómetros, provocando efectos similares a los de un terremoto, y creó un enorme cráter de 15 metros de profundidad, y la zona dañada tenía un radio de dos km . Según otras fuentes, fueron dos los cráteres, de entre 8 y 10 m de profundidad. La bola de fuego de la explosión quemó edificios en un radio de 600 metros, causando incendios.

## Consecuencias
Como consecuencia de la explosión y los incendios, murieron 161 personas (entre ellas 76 escolares), y hubo 1300 heridos. Unas 1850 viviendas, y decenas de edificios públicos (escuelas, oficinas, etc.) fueron destruidas, y miles dañadas parcialmente, dejando a la zona sin hospitales, y a unas 7000 personas sin casa, alimentos, agua o electricidad. Dada la extrema pobreza del país, debida a las malas cosechas de la década anterior y al aislamiento internacional, los efectos de la catástrofe fueron aún más graves.
Según el gobierno de Corea del Norte, los daños materiales fueron de entre 300 y 400 millones de euros. 
El gobierno norcoreano declaró el estado de emergencia en la región, pero el secretismo con el que llevó la situación hizo que tardó dos días en admitir la catástrofe y pedir ayuda oficial a Naciones Unidas. 
Varios países, algunos de los cuales habían tenido relaciones muy tensas hasta entonces con Corea del Norte, ofrecieron ayudas de emergencia, como la Unión Europea, Estados Unidos, Corea del Sur, Japón, China, Australia, y otros. Esta ayuda se vio dificultada por la negativa inicial por parte norcoreana al paso por la frontera con Corea del Sur de la ayuda; esta frontera es una de las más vigiladas del mundo, y muy rara vez es traspasada. Así, hasta el día 26 no pudo llegar la ayuda desde Corea del Sur.